# It Serves You Right to Suffer
It Serve You Right to Suffer è un album in studio del cantante statunitense John Lee Hooker, pubblicato nel 1966.

## Tracce
Testi e musiche di John Lee Hooker, eccetto dove indicato.

- Side 1

1. Shake It Baby – 4:23
2. Country Boy – 5:42
3. Bottle Up & Go – 2:27
4. You're Wrong – 4:22

- Side 2

1. Sugar Mama – 3:15
2. Decoration Day – 5:11
3. Money (Berry Gordy, Janie Bradford) – 2:26
4. It Serves You Right to Suffer – 5:15

## Formazione
- John Lee Hooker - voce, chitarra
- Barry Galbraith - chitarra
- Milt Hinton - basso
- Panama Francis - batteria
- William Wells - trombone (in Money)